# Auteuring DVD

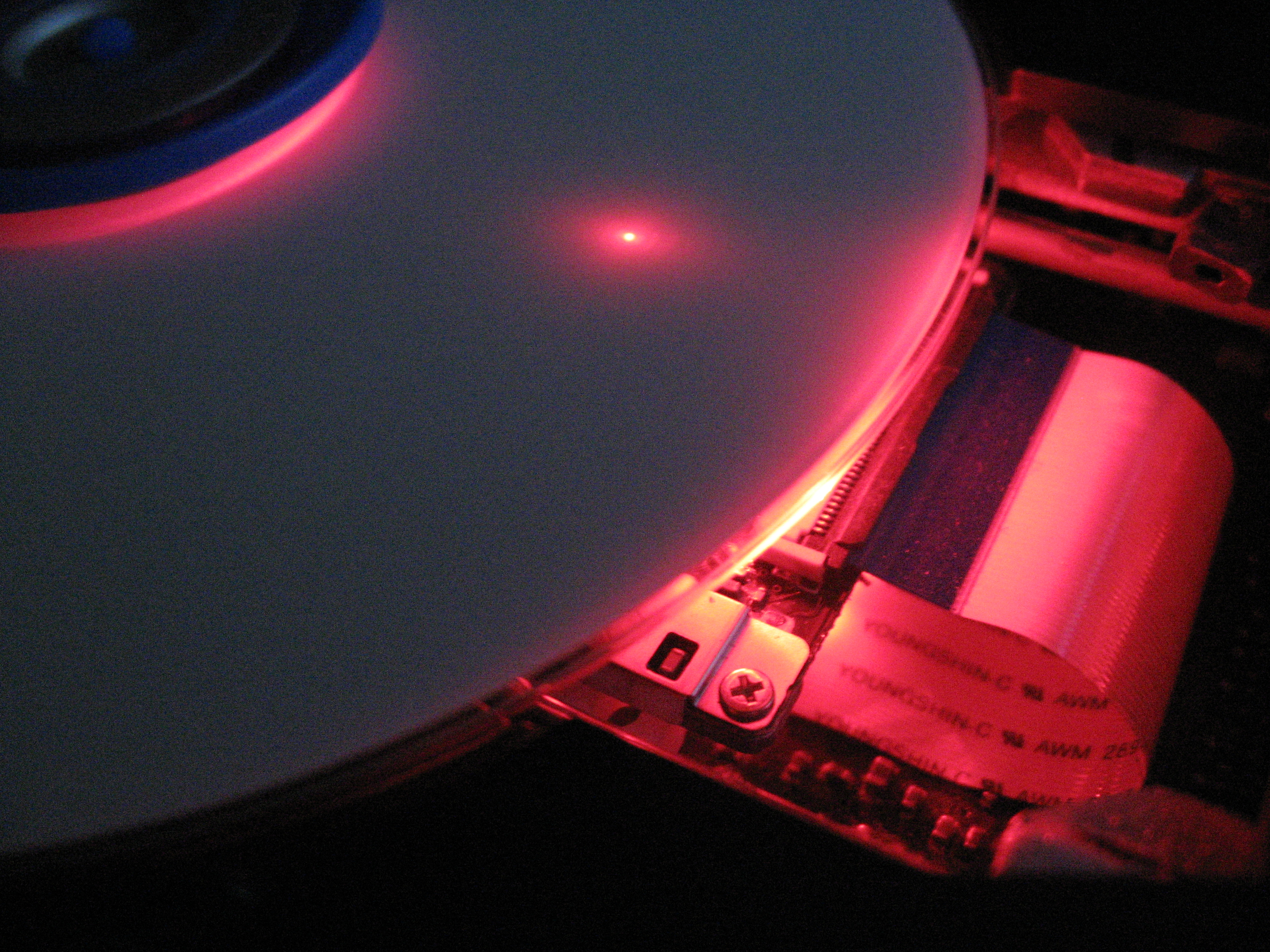
Graveur de DVD déverrouillé.

Auteuring DVD, de l'anglais "DVD Authoring", décrit le processus de création d'un DVD vidéo à fins d'utilisation dans une platine DVD de salon. La production complète d'un DVD vidéo comprend plusieurs étapes. Compressions de la vidéo en MPEG-2 et de l'audio en Dolby Digital (AC3) ou en PCM (WAV), graphismes et animation des interfaces de navigation, intégration et programmation des éléments, inscription sur DVD et ou cartouche DLT. Les logiciels d'auteuring DVD doivent être conformes aux spécifications définies par le DVD Forum group en 1995. Ces spécifications sont complexes en raison du grand nombre de compagnies impliquées dans ce processus.
L'auteuring DVD est un processus séparé de la compression des vidéos en MPEG-2, mais quelques systèmes professionnels possèdent ces deux fonctionnalités. Soit une carte d'encodage MPEG-2 ou un logiciel d'encodage intégré. La solution matérielle donne à qualité égale des résultats plus rapides, ou à temps de calcul égal un encodage de meilleure qualité.
Il y a plusieurs applications pour programmer les DVD vidéo contrairement au standard DVD audio, où il y en a peu.

## Ressources DVD
- Jim Taylor's DVD FAQ
- Duplicating your DVDs
- VLC DVD Tutorial
- Understanding Recordable & Rewritable DVD by Hugh Bennett
- DVD Format Primer by BurnWorld
- DVD Copy Software Reviews by DVD Copy Software network

## Applications d'auteuring

### Studio professionnel
- Sonic DVD Creator
- Sonic Scenarist
- Sony Pictures Entertainment Blu-Print (for Blu-ray Authoring)
- Matsushita MEI Authoring To
- Apple DVD Studio Pro (Mac)
- Mediachance DVD-lab PRO
- DVD Maestro (n'est plus disponible)
- Sonic DVDit Pro (formerly DVD Producer)
- Adobe Encore 2.0 and up

### Studio corporatif
- Adobe Encore
- Mediachance DVD-lab PRO
- Pinnacle DVD Impression
- Sonic DVDit
- Sonic ReelDVD
- Sony DVD Architect (Part of Sony Vegas)
- Ulead DVD Workshop 2
- Astarte DVDirector (now owned by APPLE and incorporated into DVD Studio Pro)

### Maison
- Apple iDVD (pour Mac OS)
- Arcsoft Showbiz DVD
- Cyberlink PowerProducer
- Dazzle DVD Complete (n'est plus disponible)
- GEAR Video
- Magix Movies on CD-DVD
- Mediachance DVD-lab
- Muvee Technologies AutoProducer
- Nero Vision
- Pinnacle DVD Expression (n'est plus disponible)
- Pinnacle Studio
- Roxio Easy Media Creator
- Roxio Toast (pour Mac OS)
- Sonic MyDVD
- SpruceUp (n'est plus disponible)
- TMPGEnc DVD Author
- Ulead DVD MovieFactory
- WinDVD Creator
- Sony DVD Architect
- MuxMan by MpuCoder

### Logiciels gratuits

#### Logiciels libres et gratuits
Les logiciels suivants sont non seulement gratuits mais libres :
- DVDStyler (Windows, Mac OS et Linux) : sous licence GNU GPL, repose sur la boite à outils graphiques wxWidgets ;
- DevedeNG (Linux seulement) : sous licence GNU GPL, repose sur la boite à outils graphiques GTK+ ;
- Bombono DVD (Linux et Windows) : sous licence GNU GPL, repose sur la boite à outils graphiques GTK+ ;
- 2manDVD (Linux seulement) : sous licence GNU GPL, repose sur la boite à outils graphiques Qt ;
- 'Q' DVD-Author (Linux et Mac OS) : sous licence GNU GPL, repose sur la boite à outils graphiques Qt ;
- KDE DVD Authoring Wizard (Linux KDE) : sous licence GNU GPL, repose sur la boite à outils graphiques Qt ;
- k9copy (Linux) : sous licence GNU GPL, repose sur la boite à outils graphiques Qt ;
- DVD Flick (Windows seulement) : sous licence GNU GPL.

#### Logiciels simplement gratuits
Les logiciels suivants sont des gratuiciels :
- Avi2DVD (Windows seulement)
- GUI for DVD Author (Windows seulement)
- The FilmMachine (Windows seulement)